# Borough de Limavady
Le borough de Limavady (Limavady Borough en anglais et Buirg Léim an Mhadaidh en gaélique d’Irlande), officiellement appelé Limavady (Léim an Mhadaidh en gaélique d’Irlande), est un ancien district de gouvernement local d’Irlande-du-Nord.
Créé en octobre 1973, il fusionne avec le borough de Ballymoney, celui de Coleraine et le district de Moyle en mars 2015 pour créer un autre district de gouvernement local, Causeway Coast and Glens.

## Géographie
Le district est situé dans le comté de Londonderry.

## Histoire
Un district de gouvernement local (local government district en anglais) du nom de Limavady est créé le 17 juillet 1972 par le Local Government (Boundaries) Order (Northern Ireland) du 20 juin 1972. Les institutions du district entrent en vigueur à compter du 1er octobre 1973 au sens du Local Government Act (Northern Ireland) du 23 mars 1972.
Contrairement à la pratique établie, l’érection du district de Limavady en borough ne fait pas l’objet de lettres patentes publiées à la Belfast Gazette. Cependant, une charte aurait été concédée le 1er mars 1989 faisant du district le « borough de Limavady » (Limavady Borough).
La majeure partie des territoires des boroughs de Ballymoney, de Coleraine, de Limavady et du district de Moyle sont réunis par le Local Government (Boundaries) Act (Northern Ireland) du 23 mai 2008. Le borough résultant de la fusion des anciens districts, Causeway Coast and Glens, est créé à compter du 1er avril 2015 par le Local Government (Boundaries) Order (Northern Ireland) du 30 novembre 2012.

## Administration

### Conseil
Le Limavady Borough Council, littéralement, le « conseil du borough de Limavady », est l’assemblée délibérante du borough de Limavady, composée de 15 membres (1973-2015), appelés les conseillers (councillors).
Un maire (mayor) et un vice-maire (deputy mayor) sont élus parmi les conseillers à l’occasion de chaque réunion générale annuelle du conseil du borough.

### Circonscriptions électorales
Le district de gouvernement local est divisé en autant de sections électorales (wards en anglais) que de conseillers. Celles-ci sont distribuées par zone électorale de district (district electoral area).
| Zone                           | 1973-1985,                                                    | 1985-1993                                                     | 1993-2015                                                     |
| ------------------------------ | ------------------------------------------------------------- | ------------------------------------------------------------- | ------------------------------------------------------------- |
| Première zone et ses sections  | A (6 sièges)                                                  | Bellarena (5 sièges)                                          | Bellarena (5 sièges)                                          |
| Première zone et ses sections  | - Aghanloo - Glack - Gresteel - Magilligan - Myroe - Walworth | - Aghanloo - Ballykelly - Glack - Gresteel - Magilligan       | - Aghanloo - Ballykelly - Glack - Gresteel - Magilligan       |
| Deuxième zone et ses sections  | B (5 sièges)                                                  | Benbradagh (5 sièges)                                         | Benbradagh (5 sièges)                                         |
| Deuxième zone et ses sections  | - Dungiven - Feeny - Forest - The Highlands - Upper Glenshane | - Dungiven - Feeny - Forest - The Highlands - Upper Glenshane | - Dungiven - Feeny - Forest - The Highlands - Upper Glenshane |
| Troisième zone et ses sections | C (4 sièges)                                                  | Limavady Town (5 sièges)                                      | Limavady Town (5 sièges)                                      |
| Troisième zone et ses sections | - Binevenagh - Coolessan - Rathbrady - Roeside                | - Binevenagh - Coolessan - Enagh - Rathbrady - Roeside        | - Coolessan - Enagh - Greystone - Rathbrady - Roeside         |